# 101 California Street
El 101 California Street es un rascacielos de oficinas de 48 pisos terminado en 1982 en el Distrito Financiero de la ciudad de San Francisco, en el estado de California (Estados Unidos). La torre de 183 metros proporciona 116.000 m² de espacio para oficinas y está delimitada por las calles California, Davis, Front y Pine cerca de Market Street.

## Descripción
La torre cilíndrica facetada presenta un vestíbulo acristalado de siete pisos y una plaza de granito con macizos de flores y una fuente. Durante la temporada navideña, se agrega a la plaza una plataforma con muchos adornos navideños de gran tamaño. La entrada es muy similar a la de 101 Park Avenue en la ciudad de Nueva York, y también fue diseñada por Philip Johnson y John Burgee en 1982.
101 California está equipada con un total de treinta y dos ascensores, de los cuales veintidós sirven a la torre; dos pisos de servicio 45 a 48; cuatro al servicio del edificio anexo triangular; dos al servicio del garaje; y dos para flete. Las ocho escaleras en todo el edificio están diseñadas para uso de emergencia únicamente.

## Tiroteo de 1993
El edificio fue el escenario de los tiroteos de 101 California Street, un asesinato masivo ocurrido en 1993. El 1 de julio, Gian Luigi Ferri, un cliente descontento del bufete de abogados Pettit & Martin, ingresó a sus oficinas en el piso 34 y mató a ocho personas e hirió a seis antes de suicidarse. El evento fue un catalizador en la aprobación de la Ley de Control y Aplicación de la Ley de Delitos Violentos de 1994, una iniciativa iniciada por la senadora de California Dianne Feinstein para prohibir las armas de asalto. Un jardín en terrazas en la plaza frente al edificio ahora está dedicado a las víctimas.

## Galería

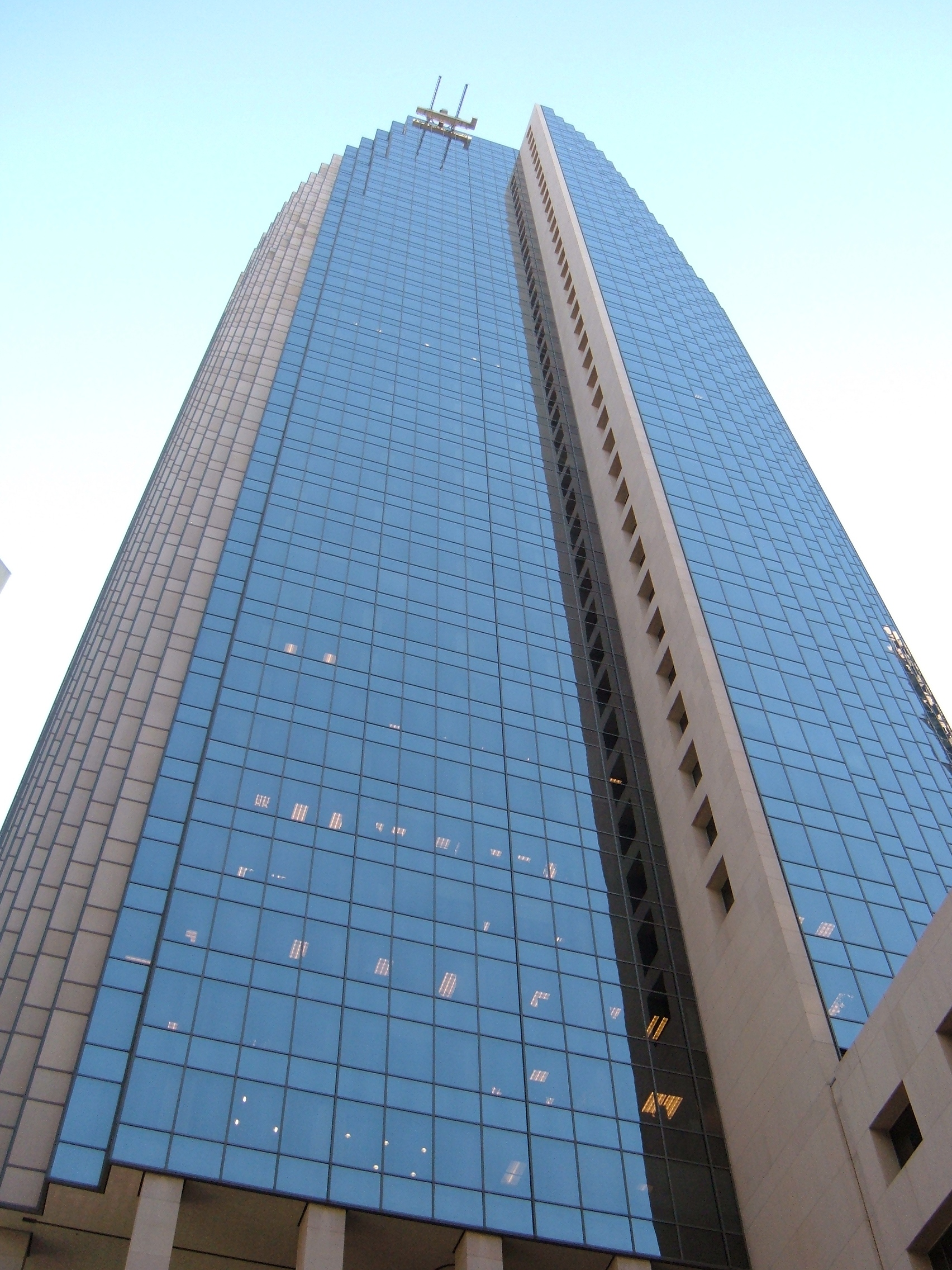
Vista desde la calle
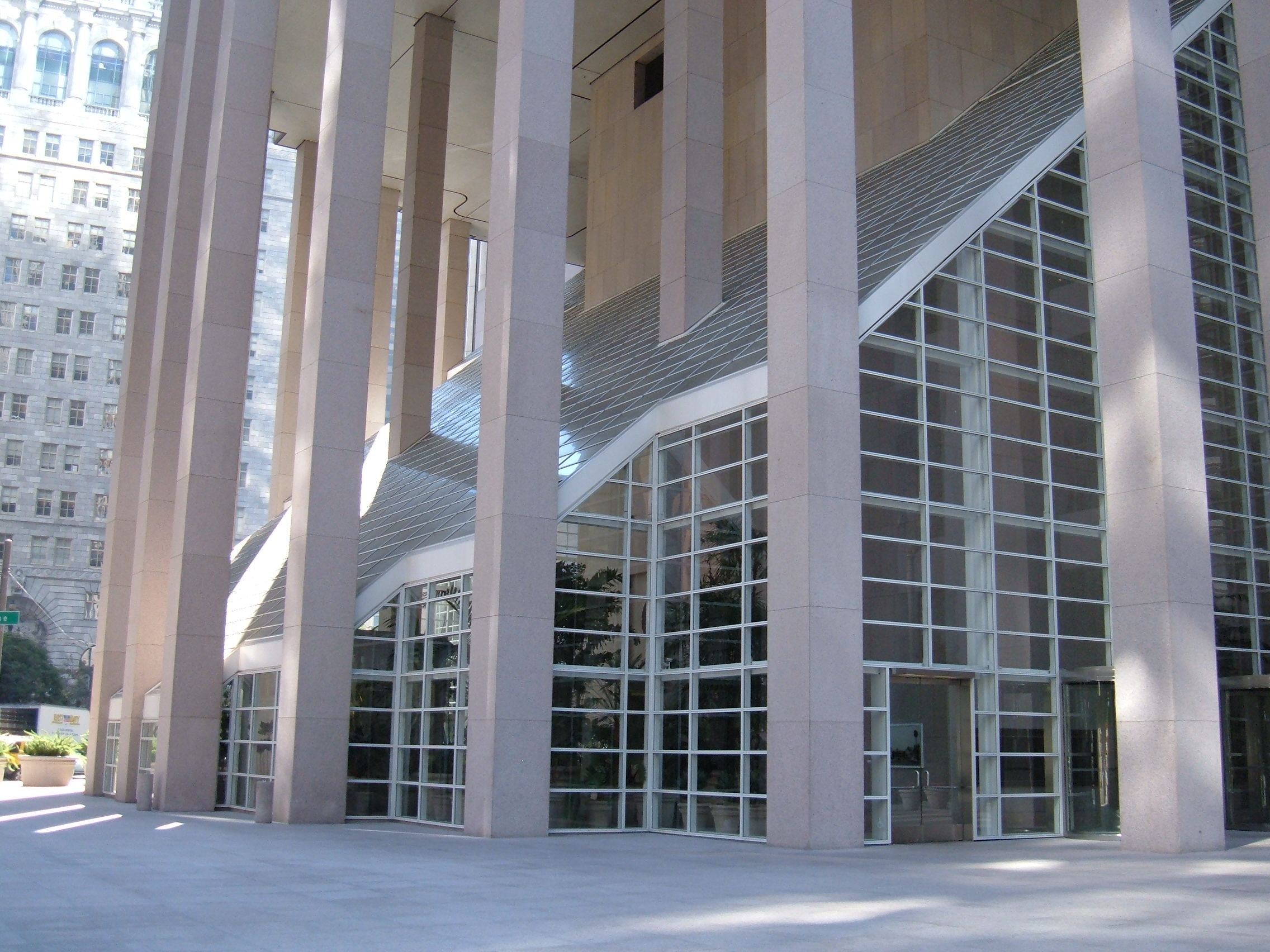
El atrio del vestíbulo acristalado de siete pisos
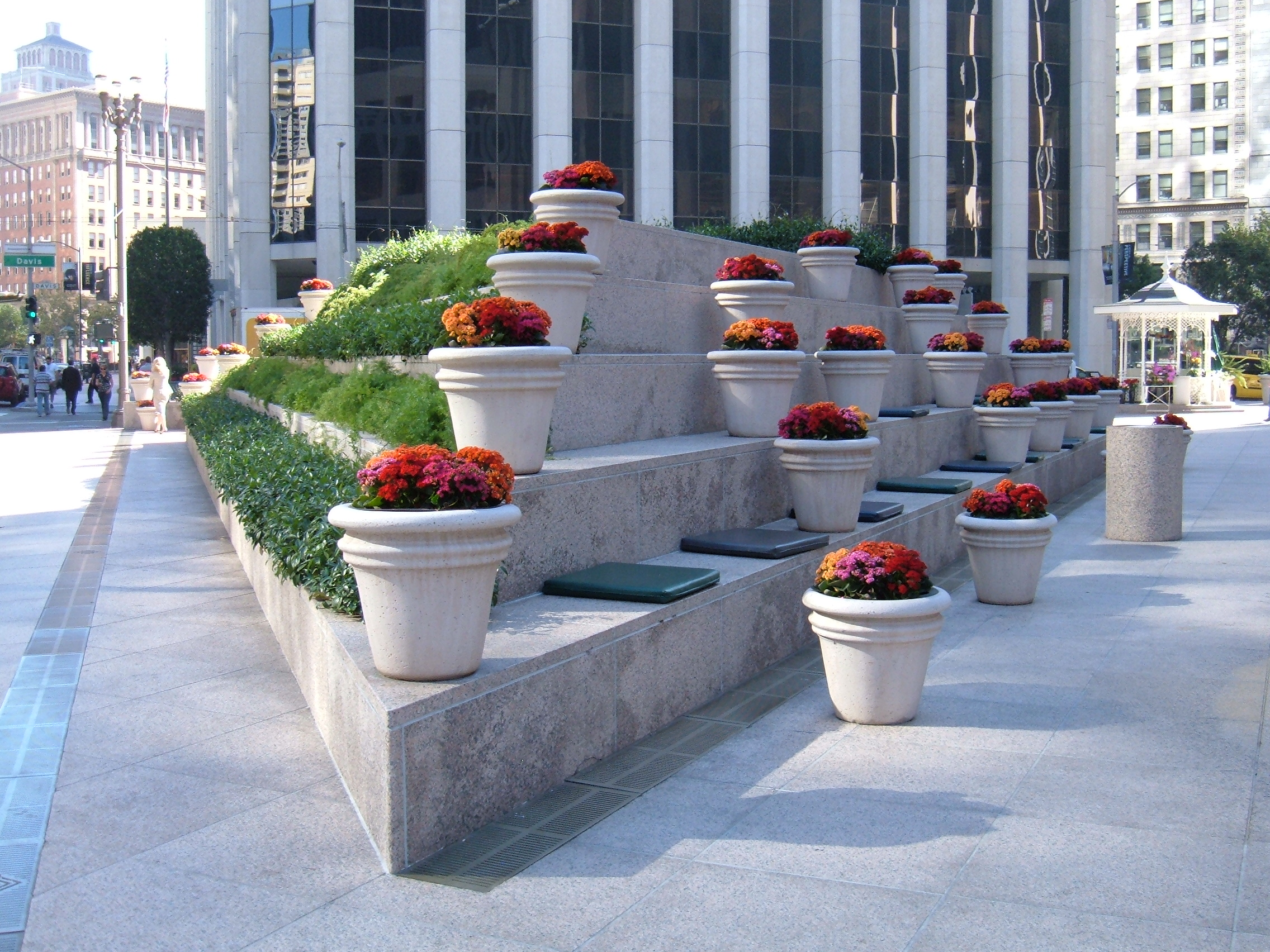
Jardines en terrazas de la plaza
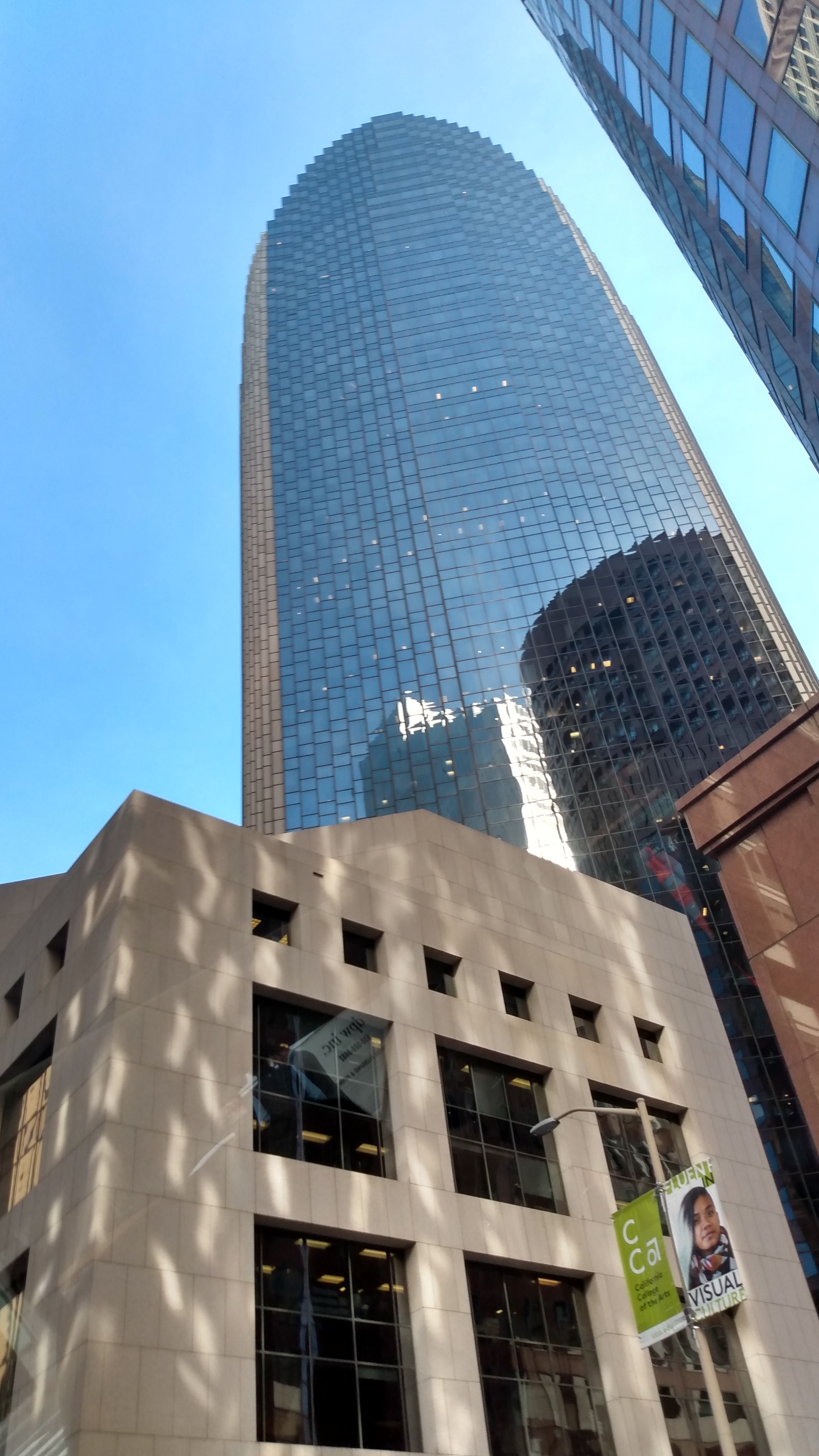
La torre desde Market Street